# Meet the Beatles!
Meet The Beatles é um álbum da banda britânica de rock and roll The Beatles, primeiro oficial nos Estados Unidos da América, lançado em 20 de janeiro de 1964 pela Capitol Records, associada a gravadora Parlophone do Reino Unido (ambas subsidiárias da EMI). Apenas dez dias antes a Vee-Jay Records lançou Introducing... The Beatles, que teve seu lançamento adiado desde meados do ano anterior.
Na Inglaterra o álbum também foi conhecido com With the Beatles, continha a mesma capa, porém ao invés da faixa "I Want To Hold Your Hand" se encontrava "Roll Over Beethoven". E por isso "I Want To Hold Your Hand" foi lançada em um compacto.

## Faixas
- todas as faixas por John Lennon e Paul McCartney, exceto por "Don't Bother Me" (por George Harrison) e "Till There Was You" (por Meredith Willson).

### Lado um
1. "I Want To Hold Your Hand"
2. "I Saw Her Standing There"
3. "This Boy"
4. "It Won't Be Long"
5. "All I've Got to Do"
6. "All My Loving"

### Lado dois
1. "Don't Bother Me"
2. "Little Child"
3. "Till There Was You"
4. "Hold Me Tight"
5. "I Wanna Be Your Man"
6. "Not a Second Time"

## Integrantes
- John Lennon - guitarra, harmónica, guitarra, órgão e vocal
- Paul McCartney - piano, baixo e vocal
- George Harrison - guitarra e vocal
- Ringo Starr - bateria, maraca e vocal
- George Martin - piano e produção